# くずし字
「くずし字」とは、
- 1、字画を省き、続けてやわらかく書いた字のこと。[1]
- ２、（歴史学・国文学）手で書かれた古い日本語文の内、ほとんどが楷書でない字で書かれた文献の、字体または表記法。[2]使われる文字は、漢字の行書・草書・異体字・変体仮名・行草書の漢文助辞・ひらがな・カタカナ・合字[3]など。

この項目では主に2を扱う。

## 歴史

### 江戸時代の公式文書と実用文
もともと、公式文書は漢文が正式だった。時代を下るにつれて日本語表記法が混じるようになった。江戸時代の公式文書は「候文」である。この公式文書にならって、「候文」は、一般でも実用文書に多用された。また、書体については、江戸幕府の祐筆（書記）の一人である建部伝内の書流、いわゆる「お家流」が公的文書の主流として採用されたため、これが手本とされて全国津々浦々まで普及した。しかし一般庶民の間では「お家流」を正式に習得できた人はごく一部である。識字教育の普及が万全であったわけではなく、庶民は見よう見まねで覚え、その結果、耳から入る同音・同訓の当て字も多い。流通を促進したのは、「往来物」と言われる、多数の版本である。
歴史学で「くずし字」と言うと、文献の残存量・使用社会層の幅の広さ、また江戸時代の社会の現実を具体的に仕切ったという意味で、この江戸時代の古文書類に現れる文字・表記法を言うことが多い。
江戸期の「候文」の特徴は、使われる文字と文体である。使われる文字は、漢字の行草書・異体字・変体仮名・行草書の漢文の助辞・ひらがな・カタカナ・合字など。日本語の語順で語彙が並ぶ文章に、漢文に由来する定型の返し読みを混ぜて書かれた。文末に「候」を使うので「候文」の名がある。濁点・句読点はない（版本振り仮名は別）。
- 返読文字の例　　助動詞では、如（ごとし）、不（ず）、為（す・さす・たり）、令（しむ）、可（べし）、被（る・らる）など。動詞、助詞、その他もある。

戦後の国語改革ですべて「ひらがな」で表記することになった、接続詞・副詞・代名詞・助動詞などの多くが、漢字またはその略体（「候」を点・簡略記号ですませる）で表記される。
- 接続詞　「あるいは」（或者）、「しかれば」（然者）、「なおまた」（尚又）、「もっとも」（尤）、「または」（又者）など
- 副詞　「いささか」（聊）、「いまもって」（今以）、「いよいよ」（弥）、「かねて」（兼而）、「もし」（若）など
- 代名詞　「この」（此）、「これ」（之・是）、「その」（其）、「それ」（夫）など
- 助動詞　「そうろう」（候）、「なり」（也）、如（ごとし）、不（ず）、為（す・さす・たり）、令（しむ）、可（べし）、被（る・らる）など

「送り仮名・助詞に該当する部分」に変体仮名（漢字行草書含む）・平仮名・カタカナ・合字、さらには行草書の漢文助辞が使われる。
書き手や文書の性質によって、漢字と仮名などの使い方はまちまちである。公式文書に近いほど、仮名部分がなく、漢文調である。また女性手紙で仮名使用が多いのはもちろんだが、男性でも、私的文書・内輪向けの文書は、仮名が多い傾向が認められる。
行政司法などの公式文書以外に、手紙・商用文や記録・日記・証文・共同生活に関わる文書にいたるまで、かなりの文献がこの「候文」様式である。近世実用文書の様式としては、圧倒的な使用頻度である。普段使っている話し言葉に関係なく、書く文章に使われた文語文は、方言による意思疎通の困難を克服するという意味では、非常に便利に使われた全国的様式だった。
実用文書の中の変体仮名は行草書の漢字であることも多く、一見して漢字ばかりに見えるのも、初学者を困惑させる。
（文例・幕末皇女和宮降嫁の際の村々廻状）
和宮様御下向之説宿継人馬多入間左之村々中山道浦和宿江富分助郷申付候条問屋方より（よりは「かな」でなく合字）相觸次第人馬
遅参不致無滞差出し相勤可申候尤富時年季休役御用ニ限り是又相勤可申者也 右村々 文久元年（1861年）
（書き下し文）
和宮様御下向之説、宿継人馬多く入る間、左の村々中山道浦和宿へ当分助郷申し付け候条、問屋方より相触れ次第、人馬遅参致さず滞りなく差し出し相勤め申すべく候、もっとも当時年季休役、御用に限り、これまた相勤め申すべきものなり。
このように、村々を回された文章も、筆書きの「くずし字候文」なのである。

### 江戸時代の板本の文字と楷書について
なお江戸時代の版本は、手彫り木版で出版されたため、国文学系のものなど、現在漢字かな混じり文として知られているものは、筆文字を擦り出した「くずし字」である。明治以降の活版印刷から発展してきた印刷物を見慣れた現代人には、あまり知られていない。版本・木版文書・私的文書の仮名混じり文の場合、仮名遣いも、必ずしも歴史的仮名遣いではない。
江戸時代、楷書が見られるものは限定されている。起請文・願文・建白書・決起文など。地名・書名・著者名など、特記事項に楷書がある。また、漢籍は楷書である。また学問に関する書籍などには楷書が見られる。この場合、仮名混じりの部分は多くはカタカナである。

### 江戸時代の「ふりがな」と「現代ひらがな」のルーツ
江戸時代でも、「ふりがな」が振られた本もあった。その「ふりがな」の用例を見ると、現代ひらがなと入れ替わっている変体仮名がかなりある。つまり、江戸時代の本は、「ふりがな」付きでも現代人には読めないのだ。江戸時代に「ふりがな」に使われた変体仮名を押さえることは、「くずし字」入門につながる。
ふりがなに使われた変体仮名とは別に、見出しや順序数がわりにも使われた「いろは」文字があった。これらは現代ひらがなの大半と同じである。また、「いろは仮字」という、現行字体に近い平仮名字体の一群があったという研究もある。中世後期から江戸時代に、多くの平仮名字体があったにもかかわらず、いろは歌を書写する時には専一的に用いられたという。これらは活字に採用されて、後には「ひらがな」として固定化する。
なお、江戸時代はふりがなでも連面がある。かな連綿の「る」は、下についた場合、上の横棒が消えるなど、注意を要する。

### 幕末の文章作成の試行錯誤
幕末になると、外国船の出没や蘭学・国学の影響、また幕府の権威の失墜など、様々な要因で、それまで正統とされてきたものが揺らいだ。そして、文章作成についても、様々な改変の試みが生まれた。表音文字「仮名」の優位を初めて公に唱えたのは国学者賀茂真淵の「国意考」とされる（国語国字問題）。幕末に関しては、例えば「漢字御廃止之議」、漢字廃止論などを参照。

## 歴史教育と「くずし字」
今日の高校までの歴史教育では、「旧字体」「候文」「くずし字」がいずれも扱われていない。
歴史学科の大学生では、基本的にくずし字を読むのは活字化されていない古文書が多い近世専攻だけとなる。